# Georgia Coleman
Georgia Coleman   (St. Maries, 23 de gener de 1912 - Los Angeles, 14 de setembre de 1940) fou una saltadora nord-americana, guanyadora de quatre medalles olímpiques.

## Biografia
Va néixer el 23 de gener de 1912 a la ciutat de St. Maries, població situada a l'estat d'Idaho. El 1932 s'uní al també saltador i medallista olímpic Mickey Riley, si bé mai es casaren. El 1937 va contreure la poliomielitis. Va tornar a aprendre a nedar, però dos anys més tard va desenvolupar una pneumònia i va morir el 14 de setembre de 1940 a Los Angeles, població situada a l'estat de Califòrnia.

## Carrera esportiva
Va participar, als 16 anys, en els Jocs Olímpics d'Estiu de 1928 realitzats a Amsterdam (Països Baixos), on aconseguí guanyar la medalla de plata en la prova femenina de plataforma de 10 metres i la medalla de bronze en la prova de trampolí de 3 metres. En els Jocs Olímpics d'Estiu de 1932 realitzats a Los Angeles (Estats Units) aconseguí guanyar la medalla d'or en la prova de trampolí de 3 metres i la medalla de plata en la prova de plataforma de 10 metres.